# Raili Kostia

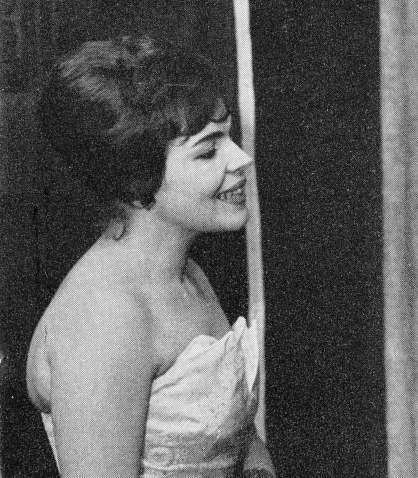
Raili Kostia.

Raili Onerva Kostia, född 14 augusti 1930 i Jockas, död 1 december 1990 i Helsingfors, var en finländsk sångerska (mezzosopran). 
Kostia avlade 1957 diplomexamen i solosång vid Sibelius-Akademin och debuterade följande år. Hon var 1958–1959 anställd vid Finlands nationalopera och därefter till 1968 engagerad vid olika scener i Mellaneuropa, där hon även gjorde framträdanden som solist. Hon uppträdde därefter som fri konstnär. Åren 1977–1990 ledde hon utbildningen av sångare vid Sibelius-Akademin.